# عامل معجل للبلى
العامل المتمم المُعَجِّلُ للبلى (في كرات الدم الحمراء)، ويُعْرَفُ أيضًا بالاختصارات (CD55) أو (DAF)، هو عبارةٌ عن بروتين يتم ترميزه داخل جسم الإنسان، بالمُوَرِّثَة (CD55).
ويُعد العامل المعجل للبلى بروتينًا غشائيًا يتكون من سبعين كيلو دالتون ويقوم بتنظيم جملة المتممة الموجودة على سطح الخلية، حيث يمنع تجمع المركب (C3bBb) (وهو الإنزيم المُحَوِل سي3 (C3) للممر البديل)، أو يُسرع من تفكيك تَجمُع الإنزيمات المحولة والتي بدورها تعرقل تَكَوُن معقد الهجـوم الغشائي وهو مركبٌ قادرٌ على مهاجمـة العامل المسبب للمرض وتخريبه.
ويتم توزيع البروتين السكريّ على نطاقٍ واسعٍ بين الخلايا المكونة للدم والخلايا غير المكونة للدم، كذلك يُعد بمثابة العامل المحدد لنظام «كرومر» لفئات الدم.

## علم الأمراض (الباثولوجيا)
لا يتم التعبير عن مورثة العامل المعجل للبلى على خلايا الدم الحمراء عند الإصابة بمرض البيلة الهيمُغلوبينية الانتيابية الليلية من النوع الثالث (غير طبيعي بشكلٍ ملحوظ)، هذا بالإضافة إلى غياب بروتين «البروتكتين» (CD59) يؤدي إلى الإصابة بهذا المرض الذي ينتج عنه فقر الدم الانحلالي داخل الأوعية الدموية.

### الأمراض المعدية
تستخدم بعض الفيروسات الكوكساكية وكذلك الفيروسات المعوية الأخرى العامل المعجل للبلى كمستقبلٍ لها،  وقد تم اختبار المأشوب الذوّاب المُكَوَن من العامل المعجل للبلى والشدفة المتبلورة (DAF-Fc) على الفئران باعتباره مضادًا فيروسيًا معويًا يُعالج تلف القلب،  ومع ذلك، فإنَّ الفيروسات المعوية للإنسان التي تم اختبارها ترتبط بشكلٍ أكبر بالعامل المعجل للبلى الخاص بالجسم البشري أكثر من العامل المعجل للبلى الخاص بالفئران أو الجرذان، كذلك فإنَّ الفيروسات الإيكُوِيَّة والفيروسات الكوكساكية من الفئة «ب» (B)، والتي تستخدم العامل المعجل للبلى في الإنسان كمستقبلٍ، لا ترتبط بنظائر العامل المعجل للبلى في القوارض،  ولم يتم بعد اختبار المأشوب (DAF-Fc) على البشر.

## وصلات خارجية
- Decay-Accelerating+Factor في المكتبة الوطنية الأمريكية للطب نظام فهرسة المواضيع الطبية (MeSH).

- Cromer blood group system at BGMUT Blood Group Antigen Gene Mutation Database at المركز الوطني لمعلومات التقانة الحيوية, NIH